# Shemar Moore
Pour les articles homonymes, voir Moore.
Shemar Moore, né le 20 avril 1970 à Oakland, en Californie, aux (États-Unis), est un acteur, producteur, mannequin et animateur de télévision américain.
Il se fait connaître en jouant dans le feuilleton télévisé américain Les Feux de l'amour. Il joue dans l'éphémère série d'action Les Anges de la nuit, mais il s'installe surtout durablement avec le rôle de Derek Morgan dans la série policière Esprits criminels.
Au cinéma, il s'est illustré dans les films The Seat Filler ou encore Madea, grand-mère justicière. Depuis 2014, il prête sa voix au personnage de Cyborg dans une série de vidéofilms d'animation.
Il fait son retour en vedette principale de la série d'action S.W.A.T..

## Biographie

### Jeunesse et formation
Sa mère est d'ascendance irlandaise et franco-canadienne, son père, un business consultant, est un Afro-Américain originaire de l'Alabama. Il a passé plusieurs années au Danemark pour fuir la ségrégation raciale trop importante, avant de revenir aux États-Unis.
Toute la famille déménage ensuite à Bahreïn au Moyen-Orient et il y rejoint une école britannique privée. En 1977, ils reviennent tous s'installer en Californie. Il étudie au Gunn High School (en) en 1989 et à l'université de Santa Clara.

### Carrière

#### Débuts et révélation
En 1994, il parait dans le vidéoclip How Many Ways de la superstar internationale Toni Braxton. La même année, Shemar est engagé dans la série les Feux de l'amour pour tenir le rôle de Malcolm Winters qui le révèle au grand public. Ce rôle lui vaut plusieurs prix dont le Daytime Emmy Award du meilleur acteur dans une série télévisée dramatique.
Parallèlement à ce premier rôle régulier majeur dans sa carrière, il joue les guest-stars dans des séries télévisées comme Une nounou d'enfer, Arliss et Moesha. Il est aussi le présentateur de l'émission musicale Soul Train de 1999 à 2003 en syndication.
Il reste fidèle aux plateaux des Feux de l'amour, jusqu'en 2002. Shemar Moore choisit en effet, de disparaître un temps du feuilleton.
Entre 2002 et 2003, il joue l'un des premiers rôles de la série d'action Les Anges de la nuit, inspirée de DC comics Birds of Prey. Mais celle-ci est rapidement annulée, faute d'audiences.
En 2004, il revient dans Les Feux de l'amour, du 1er novembre 2004 au 1er septembre 2005. En tout, il a interprété le rôle de Malcolm pendant dix ans.
Dans le même temps, il est à l'affiche de The Seat Filler réalisé par Nick Castle et porté par la chanteuse Kelly Rowland et il joue pour Tyler Perry dans la comédie dramatique Madea, grand-mère justicière.

#### Confirmation télévisuelle

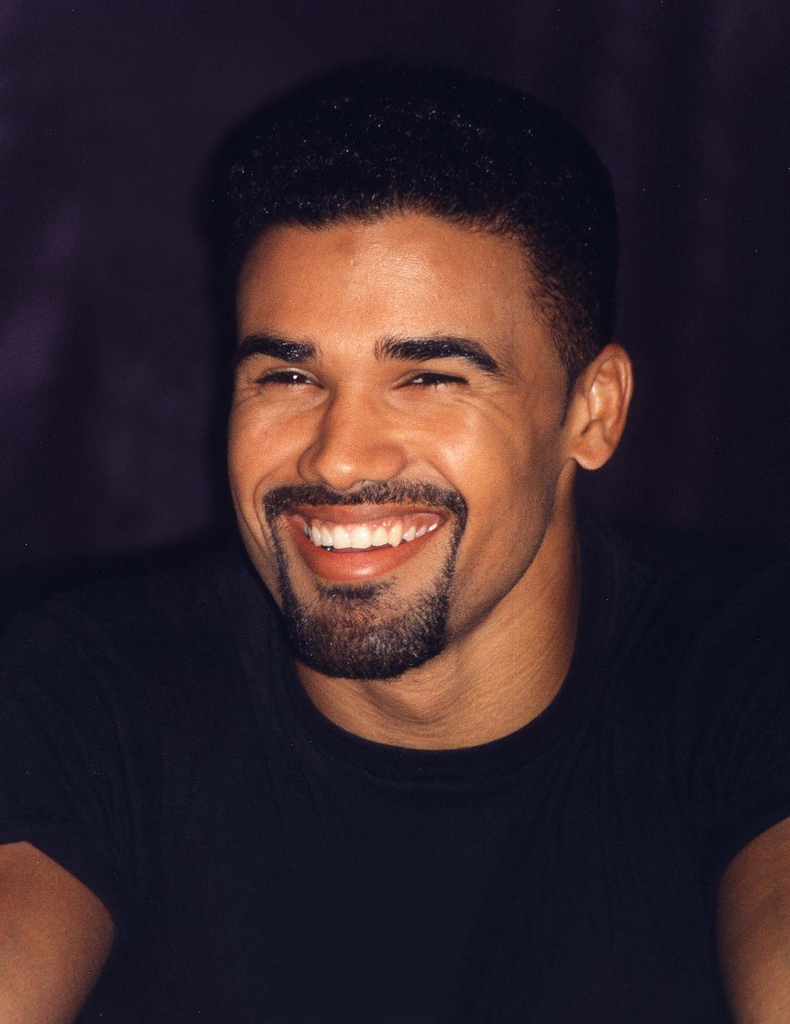
L'acteur photographié à Baltimore, en 1995.

Dès 2005, il se consacre à la série policière Esprits criminels, dans laquelle il interprète le rôle de Derek Morgan. Ce personnage est considéré comme l'un de ses rôles les plus iconiques.
La série suit une équipe de profileurs, amenée à se déplacer dans l'ensemble des États-Unis (parfois jusqu'au Canada ou au Mexique), chargée d'enquêter localement sur les criminels et les tueurs en série.
En 2014, il réintègre Les Feux de l'amour en reprenant son rôle de Malcolm Winters en tant qu'invité.
Il annonce en 2016 quitter la série Esprits Criminels, où il apparaît une dernière fois dans l'épisode 18 de la saison 11. La même année, il produit et joue le premier rôle masculin de la comédie romantique Comment se remettre d'un chagrin d'amour.
Dès l'année suivante, l'acteur incarne le sergent Daniel "Hondo" Harrelson dans la série d'action S.W.A.T., une série inspirée du film éponyme avec Samuel L. Jackson et Colin Farrell. Il y joue le premier rôle masculin et enfile aussi la casquette de producteur pour un grand nombre d'épisodes.
En 2019, il fait un retour exceptionnel sur le plateau des Feux de l'amour afin de rendre hommage à son ami et collègue, l'acteur Kristoff St. John, qui incarnait son frère dans la série[réf. nécessaire].

## Vie privée

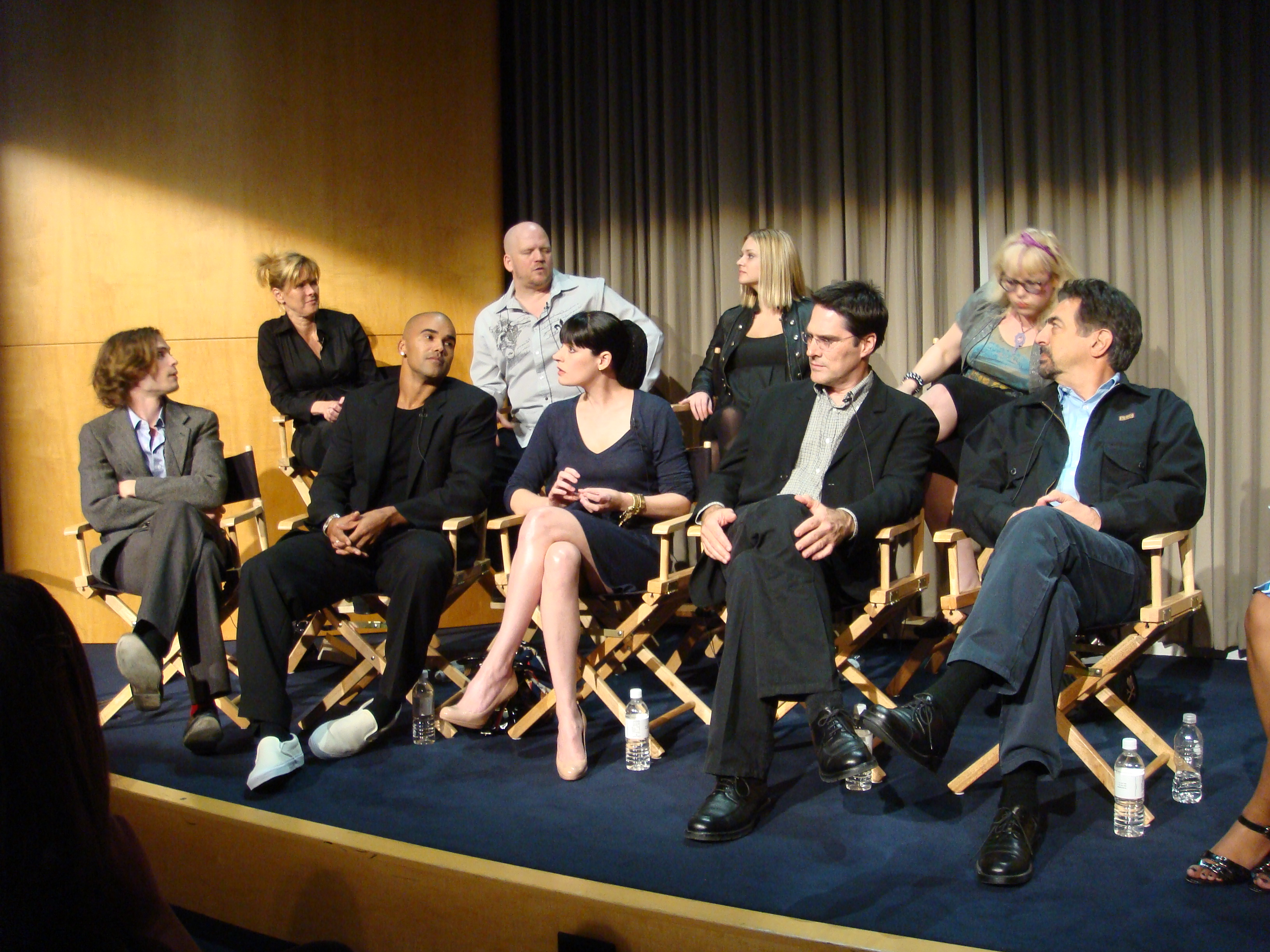
Le casting de la série Esprits criminels, en 2008.

Sa mère est atteinte de sclérose en plaques. Moore et plusieurs de ses collègues d'Esprits criminels ont organisé des œuvres de charité pour récolter des fonds pour la recherche.
En janvier 2015, il annonce être en couple avec Shawna Gordon (en), une footballeuse professionnelle. En 2017, le couple se sépare.
En février 2020, deux mois seulement après la mort de son père, Shemar Moore annonce publiquement la mort de sa mère d'une sclérose en plaques,.
Le 24 janvier 2023 sa compagne, l’actrice et top modèle Jesiree Dizon, met au monde son premier enfant, une fille prénommée Frankie.

## Filmographie

### Cinéma

#### Longs métrages
- 1998 : Hav Plenty de Christopher Scott Cherot : Chris
- 1998 : Butter de Peter Gathings Bunche : Freddy Roland
- 2001 : The Brothers de Gary Hardwick : Terry White
- 2004 : Motives de Craig Ross Jr. : Emery Simms (direct-to-video)
- 2004 : The Seat Filler de Nick Castle : Trent
- 2004 : Greener de Steven Anderson : Ricky Johnson
- 2005 : Madea, grand-mère justicière (Diary of a Mad Black Woman) de Darren Grant : Orlando
- 2007 : Motives 2 d'Aaron Courseault : Emory Simms (direct-to-video)
- 2015 : Kill Me, Deadly de Darrett Sanders : Bill, l'homme qui joue du piano
- 2022 : Sonic The Hedgehog 2 de Jeff Fowler : Randall

#### Films d'animation
- 2014 : La Ligue des justiciers : Guerre de Jay Oliva : Victor Stone/Cyborg (voix) (direct-to-video)
- 2015 : La Ligue des justiciers : Le Trône de l'Atlantide d'Ethan Spaulding : Victor Stone/Cyborg (voix) (direct-to-video)
- 2016 : La Ligue des justiciers vs. les Teen Titans de Sam Liu : Cyborg (voix) (direct-to-video)
- 2018 : La Mort de Superman de Sam Liu et Jake Castorena : Cyborg (voix) (direct-to-video)
- 2019 : Le Règne des Supermen de Sam Liu : Cyborg (voix) (direct-to-video)

### Télévision

#### Téléfilms
- 2000 : Comment épouser une milliardaire - Un conte de Noël (How to Marry a Billionaire: A Christmas Tale) de Rod Daniel : Jason Hunt
- 2004 : Preuves d'innocence (Reversible Errors) de Mike Robe : Collins Farwell
- 2016 : Comment se remettre d'un chagrin d'amour (The Bounce Back) de Youssef Delara : Matthew Taylor (également producteur exécutif)

#### Séries télévisées
- 1994 à 2001 puis 2004 à 2005, 2014, 2019 & 2023 : Les Feux de l'amour : Malcolm Winters (506 épisodes)
- 1995 : Living Single : Jon Marc (1 épisode)
- 1996 : The Jamie Foxx Show : Elister (1 épisode)
- 1997 : Arliss : Sammy Stilton (1 épisode)
- 1997 : Une nounou d'enfer : lui-même (saison 4, épisode 24)
- 1998 : Flora et les siens : Lincoln Fleming (mini-série - 2 épisodes)
- 1998 : La Vie à tout prix (Chicago Hope) : Bobby Barrett (1 épisode)
- 1999 : Moesha : Earl Thomas (saison 4, épisode 19)
- 1999 : For Your Love : Dakota Collins (1 épisode)
- 1999 : Malcolm & Eddie : Ty (1 épisode)
- 2000 : Celebrity : Zeke (pilote non retenu)
- 2002 : Les Anges de la nuit : Jesse Reesse (rôle principal - 14 épisodes)
- 2003 : Chasing Alice : (pilote non retenu)
- 2004 : Half and Half : Amani Love (1 épisode)
- 2005 à 2017 : Esprits criminels (Criminal Minds) : Derek Morgan (saisons 1 à 11, invité saison 12 et 13)
- 2017 à 2025 : S.W.A.T. : le sergent Daniel « Hondo » Harrelson (rôle principal - également producteur)

### Clip vidéo
- 1994 : How Many Ways de Toni Braxton

## Distinctions
Sauf indication contraire, les informations mentionnées dans cette section peuvent être confirmées par la base de données cinématographiques IMDb,  présente dans la section « Liens externes ».

### Récompenses
- 1998 : NAACP Image Awards du meilleur acteur  dans une série télévisée dramatique pour Les Feux de l'amour (1994-2014).
- 1999 :NAACP Image Awards  du meilleur acteur  dans une série télévisée dramatique pour Les Feux de l'amour (1994-2014).
- 2000 : Daytime Emmy Awards du meilleur acteur  dans un second rôle dans une série télévisée dramatique pour Les Feux de l'amour (1994-2014).
- 2000 : NAACP Image Awards du meilleur acteur  dans une série télévisée dramatique pour Les Feux de l'amour (1994-2014).
- 2001 : NAACP Image Awards du meilleur acteur  dans une série télévisée dramatique pour Les Feux de l'amour (1994-2014).
- 2002 : NAACP Image Awards du meilleur acteur  dans une série télévisée dramatique pour Les Feux de l'amour (1994-2014).
- 2005 : NAACP Image Awards du meilleur acteur  dans une série télévisée dramatique pour Les Feux de l'amour (1994-2014).
- 2006 : NAACP Image Awards du meilleur acteur  dans une série télévisée dramatique pour Les Feux de l'amour (1994-2014).
- 2015 : NAACP Image Awards du meilleur acteur  dans une série télévisée dramatique pour Esprits criminels (2005-2017).

### Nominations
- Daytime Emmy Awards 1996 : Meilleur jeune acteur dans une série télévisée dramatique pour Les Feux de l'amour (1994-2014).
- 1996 : NAACP Image Awards du meilleur acteur dans une série télévisée dramatique pour Les Feux de l'amour (1994-2014).
- Daytime Emmy Awards 1997 : Meilleur jeune acteur dans une série télévisée dramatique pour Les Feux de l'amour (1994-2014).
- 1997 : NAACP Image Awards du meilleur acteur dans une série télévisée dramatique pour Les Feux de l'amour (1994-2014).
- 1998 : Soap Opera Digest Awards de l'acteur le plus hot dans une série télévisée dramatique pour Les Feux de l'amour (1994-2014).
- 1999 : Soap Opera Digest Awards de l'acteur le plus hot dans une série télévisée dramatique pour Les Feux de l'amour (1994-2014).
- 2005 : Black Reel Awards du meilleur acteur dans un thriller dramatique pour Motives (2004=).
- 2005 : BET Comedy Awards du meilleur acteur principal dans une comédie dramatique pour Madea, grand-mère justicière (2005).
- 2006 : NAACP Image Awards du meilleur acteur dans une comédie dramatique pour Madea, grand-mère justicière (2005).
- 45e cérémonie des NAACP Image Awards 2014 : Meilleur acteur dans une série télévisée dramatique pour Esprits criminels (2005-2017).
- 41e cérémonie des People's Choice Awards 2015 : Meilleur acteur dans une série télévisée dramatique pour Esprits criminels (2005-2017).
- 2018 : National Film and Television Awards du meilleur acteur dans une série télévisée dramatique pour S.W.A.T. (2017-).
- 2021 : Critics' Choice Super Awards du meilleur acteur dans une série télévisée dramatique pour S.W.A.T. (2017-).

## Voix françaises
En France, David Krüger est la voix française la plus régulière de Shemar Moore. Daniel Lobé est sa voix la plus régulière pour l'animation. Emmanuel Karsen l'a aussi doublé à quatre reprises.
- David Krüger dans : 
  - Esprits criminels (série télévisée)
  - Madea, grand-mère justicière
  - Comment se remettre d'un chagrin d'amour
  - S.W.A.T. (série télévisée)
  - Sonic 2, le film
  - Sonic 3, le film
- Daniel Njo Lobé dans : 
  - La Ligue des justiciers : Guerre (voix)
  - La Ligue des justiciers : Le Trône de l'Atlantide (voix)
  - La Ligue des justiciers vs. les Teen Titans (voix)
  - La Mort de Superman (voix)
  - Justice League Dark: Apokolips War (voix)
- Emmanuel Karsen dans : 
  - The Brothers
  - Les Feux de l'Amour (série télévisée)
  - Manipulations
  - Half and Half (série télévisée)

Et aussi
- Lucien Jean-Baptiste dans Comment épouser une milliardaire : Un conte de Noël (téléfilm)
- Tanguy Goasdoué dans Les Anges de la nuit (série télévisée)
- Jean-Paul Pitolin dans Preuves d'innocence (téléfilm)